# Lijst van spelers van VV Alkmaar
Dit is een lijst van voetballers die minimaal één officiële wedstrijd hebben gespeeld in het eerste elftal van de Nederlandse voormalig vrouwenvoetbalclub VV Alkmaar.

## A
- Jamie Altelaar (2017–2019)

## B
- Amy Banarsie (2022-)
- Robin Beemsterboer (2017–2021)
- Robin Blom (2022-2023)
- Louise Bos (2017–)

## C
- Kerstin Casparij (2017–2018)

## D
- Yvette Derks (2018–)
- Chanté Dompig (2017–2020)
- Anne-Fleur Duppen (2017–)
- Jasmijn Duppen (2017–)

## E
- Mireille Eilander (2018–)

## H
- Simone Hand (2017–2018)
- Nena Hopmans (2018–)

## K
- Chelsea Kenton (2018–)
- Simone Kets (2017–)
- Anna Knol (2017–2020)
- Sanne Koopman (2018–)

## L
- Jolet Lommen (2018–)

## M
- Nicolle Martens (2017–)

## N
- Daphne Nierop (2017–)

## P
- Niekie Pellens (2017–2018)
- Silvie van der Plas (2017–)

## Q
- Paulina Quaye (2017–)

## R
- Beau Rijks (2018–)
- Chimera Ripa (2018)

## S
- Cherise Schelts (2017–2018)
- Ingrid Schuiten (2017–2018)
- Katja Snoeijs (2017–2018)
- Kelly Steen (2014-2017)

## U
- Anna Ursem (2017–)

## V
- Sanne van der Velden (2017–2018)
- Amy Visser (2017–2018)
- Jaimy Visser (2017–2018)

## W
- Gisèle de Win (2017–2018)
- Amber Wuring (2017–2018)

## Z
- Elizabeth Zwerver (2017–2018)